# Penegateturm

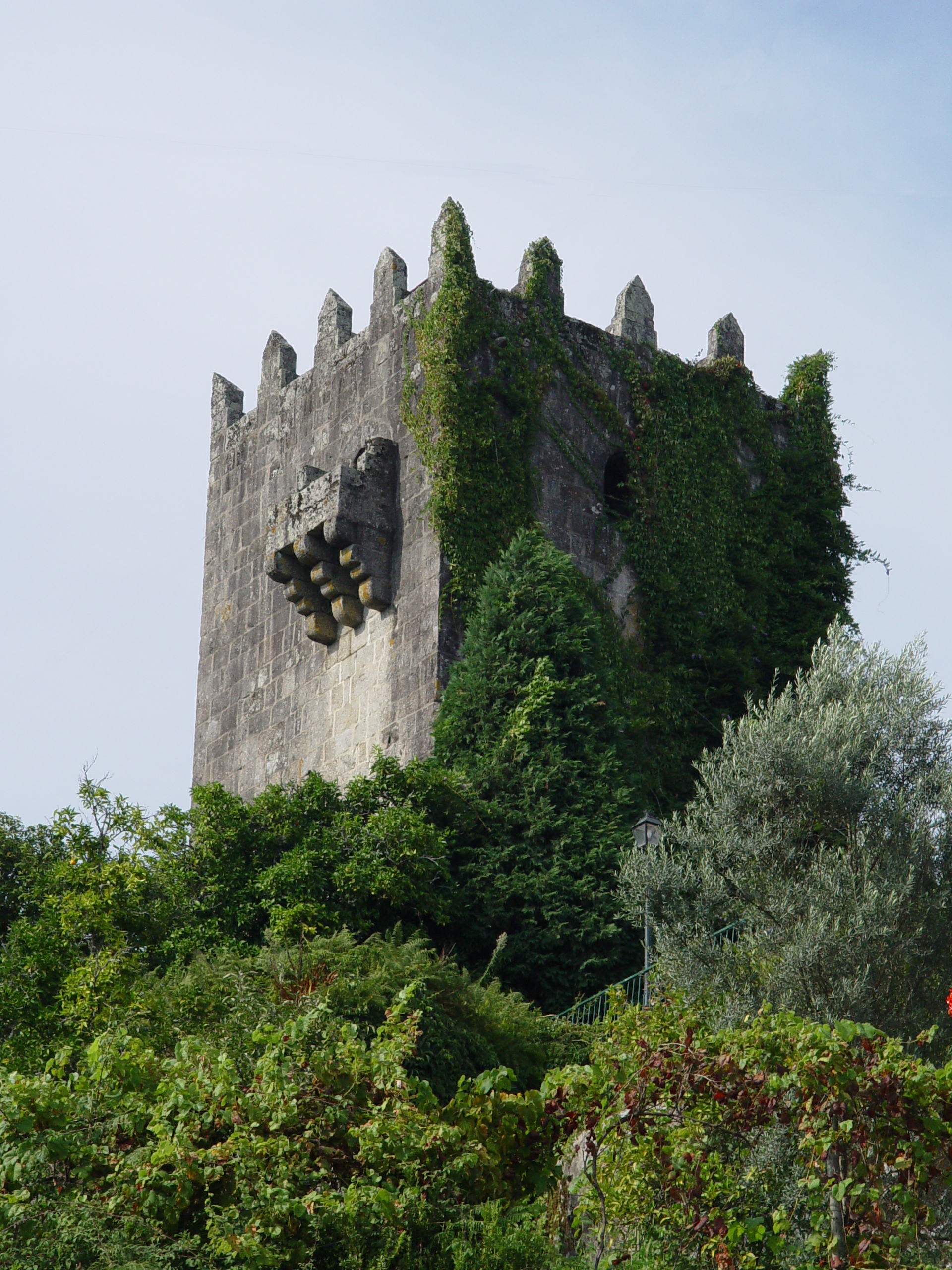
Der Penegateturm

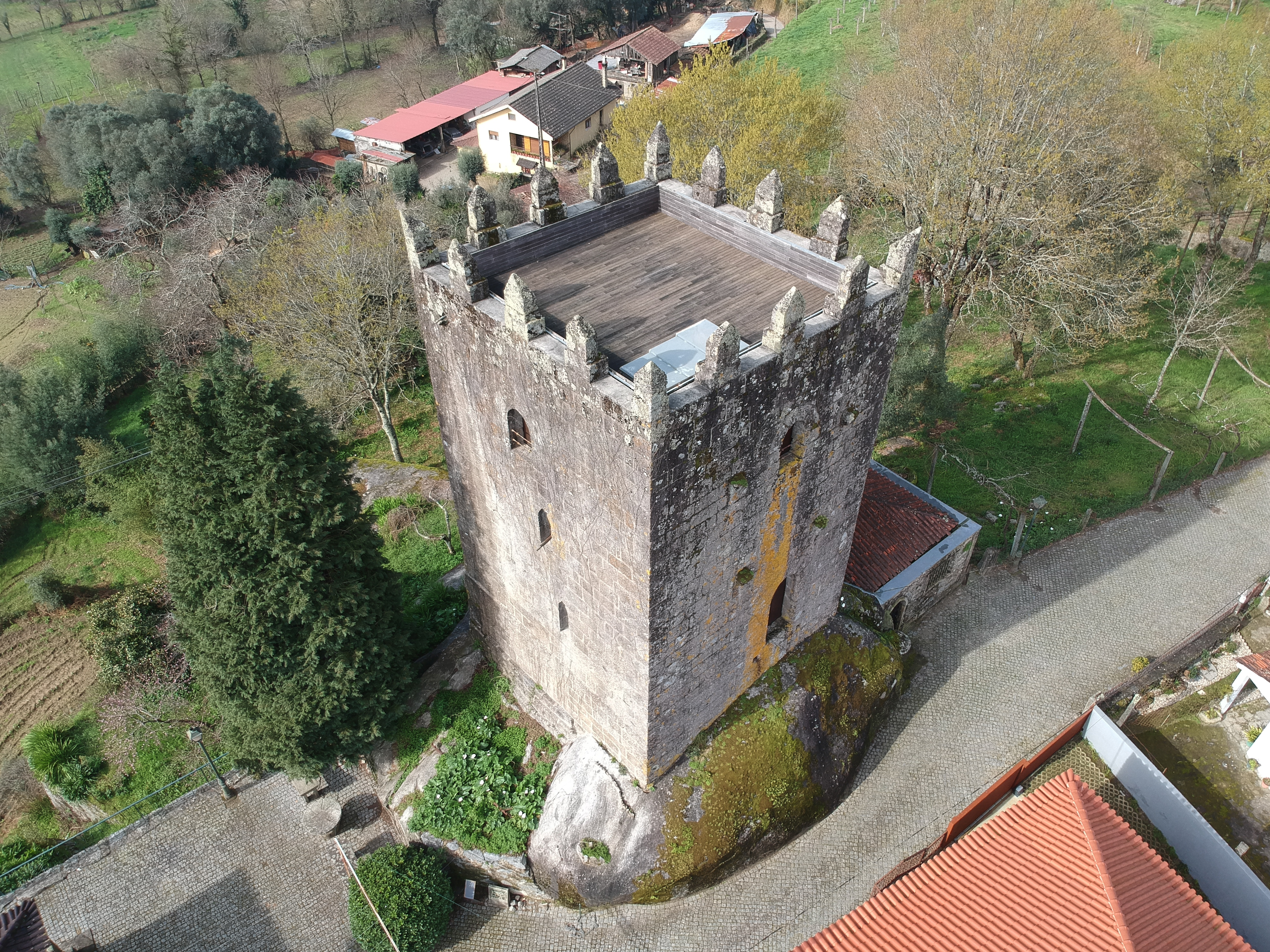
Luftaufnahme des Penegateturms

Der Penegateturm, portugiesisch Torre de Penegate, ist ein viereckiger Turm mit 3 Etagen in Vila Verde in Portugal.

## Geschichte
Die erste Erwähnung des Toponyms Penegate stammt aus dem Jahr 1064, wobei der frühere Name Penela ersetzt wurde. Unabhängig davon gehörte das Gebiet weiterhin zu einer dominanten Hügelkuppe, auf der später der als Penegate bekannte gotische Turm errichtet wurde. Es gibt immer noch einigen Zweifel darüber, ob dieses Bauwerk ein römisches oder vorrömisches Fundament hatte, das normalerweise D. Egas Pais de Penegate, einem Vertrauten des Grafen Heinrich von Burgund, zugeschrieben wird, wie es von einigen Autoren verteidigt wird.
Der Turm wurde 1322 von Mem Rodrigues de Vasconcelos, alcalde-mor der Burg von Guimarães, begonnen, nachdem er am 5. Oktober 1322 von König Dinis (I.) eine königliche Lizenz (für ein domus fortis) erhalten hatte. Mem Rodrigues bat um die Errichtung des Turms, weil er seinen Titel in der Region Entre-Homem-e-Cávado, der Zone, in der die königliche Justiz aufgrund seines Onkels, Pedro Anes de Vasconcelos, Schwierigkeiten hatte, ihre Autorität durchzusetzen, in Gefahr sah.
Im Jahr 1668 starb Miguel Valadares, der damals Eigentümer des Turms war. Unter seiner Initiative wurde im 17. Jahrhundert die Kapelle Nossa Senhora da Penha erbaut (Geht aus der Inschrift an der Hauptfassade hervor). Dieser Adlige, Diakon von Guimarães und Richter in Braga, war der Nachkomme und Erbe des Gebäudes und ließ die Kapelle als Begräbnisstätte einrichten.
Im Jahr 1907 wurde der Turm vom Vater des heutigen Eigentümers erworben.
Im Jahr 1939 wurde ein Haus entlang der Seitenwand des Turms gebaut.
Das Alter des Turms führte dazu, dass die lokalen Behörden daran interessiert waren, den Turm unter Denkmalschutz zu stellen, um die Region zu beleben. Am 20. August 1986 berieten die städtischen Behörden über einen Antrag an das IPPC, den Turm als Nationales Denkmal auszuweisen. Es folgte am 15. November 1988 ein Antrag der Câmara Municipal von Vila Verde, das Bauwerk zu klassifizieren. Der Prozess wurde am 20. Juni 1990 vom Präsidenten des IPPC eröffnet. Aber viele dieser Initiativen blieben erfolglos, und Penegate blieb bis Anfang des 20. Jahrhunderts unklassifiziert.
Am 27. Dezember 2011 schlug die DRCNorte (Direcção Regional de Cultura do Norte) erneut vor, das Bauwerk als MIP, oder Monumento de Interesse Público (Denkmal von öffentlichem Interesse) zu klassifizieren. Der Vorschlag wurde vom Nationalen Rat für Kultur SPAA am 23. Januar 2012 befürwortet. Am 28. September 2012 wurde eine Bekanntmachung (13494/2012), im Diário da República (Série II, 189) veröffentlicht, die sich auf die Entscheidung zur Einstufung des Denkmals als MIP bezog und eine besondere Schutzzone für den Bergfried einrichtete.